# Wayãmpis
Els Wayãmpi (també Barnaré, Guaiapi, Oyampi, Oyampik, Waiapi, Walãpi, Wayapi) són una de les sis ètnies autòctones ameríndies de la Guaiana Francesa. El seu nombre és difícil de determinar, però són entre 400 i 600 tant a Guaiana com al Brasil (al voltant de 1.200 persones en total el 2001). Parlen una llengua del grup tupí-guaraní, com els seus veïns teko (antigament anomenats emerillon). Uns 650 viuen a tres viles als voltants de Camopi sobre l'Oyapock mitjà i a Trois-Sauts sobre l'alt Oyapock. A Brasil uns 530 viuen en 8 llogarets entre els rius Amapari i Carapanatuba, a l'estat d'Amapá.

## Història
Els primers documents sobre el wayampi són fonts portugueses de principis del segle xviii on parlen dels grups de la migració des de la part inferior del riu Xingú al riu Jari, després cap al nord al llarg dels rius Jari i Amapari. Sota la influència dels jesuïtes, els wayampi va lluitar amb els colonialistes francesos fins a 1780, quan es van quedar totalment aïllats. Informes de principis del segle xix mostren que la població total era de 6.000, en comparació amb 850 el 1990. Des de 1820, alguns grups del nord va començar a fer contactes amb funcionaris francesos, però la majoria dels wayampi va continuar el seu aïllament a la selva amazònica en el segle xix. Només en la dècada de 1940 els pobles de la Guaiana Francesa contactaren amb els geògrafs, es van construir dues escoles el 1956 i el 1971.
A Brasil, cap al 1973 el FUNAI va establir contacte amb el wayampi. Tot i que les diverses comunitats wayampi avui són moderadament aculturades en el millor dels casos, i a partir de finals de 1990 hi havia indicis que dos grups, ubicats a la capçalera dels rius Eureupousine (Guaiana Francesa) i Yengarari (Brasil), amb els quals no s'ha contactat, ja sigui amb el grup principal de wayampi o amb els no indis.

## Economia
Els wayampi parctiquen l'agricultura de rastolls i cremades, i subsisteixen principalment de la iuca, batata, nyame i plàtan. Entre els grups de l'Amapari i l'alt Oyapok la cacera és el més important, mentre que la pesca amb arc i fletxa és predominant en el grup nord. Amb l'excepció de la comunitat Mariry, que du a terme l'explotació limitada de les reclamacions d'or, hi ha poca participació en l'economia monetària. El Wayampis que treballen com a funcionaris en les administracions locals se'ls paga amb regals.
Els wayampi formaven part de la relació comercial dels indis Wayana que s'estén del riu Amapari al Brasil fins al riu Tapanahoni a Surinam. Intercanviaven principalment fil de cotó, gossos de cacera i corones de plomes per eines. Actualment, aquesta xarxa s'ha vist pertorbada per l'augment del control de les fronteres nacionals, encara que es manté viu entre els diversos grups wayampi. Des de finals de la dècada de 1970 els productes occidentals substitueixen les manufactures locals, amb l'excepció de les cistelles i hamaques teixides de cotó. Productes com municions, hams, olles i comptes de vidre són cada vegada més objecte de comerç.